# Аутозом
Аутозом  или аутозомни хромозом (телесни хромозом) је врста хромозома у хуманом кариотипу човека који носи гене за одређивање телесних особина. Разликује се од полних хромозома којима се детерминише пол како човека тако и других биолошких врста.